# Romuald Cichoń
Romuald Antoni Cichoń (ur. 10 czerwca 1957) – polski lekarz kardiochirurg, profesor uczelni dr hab. nauk medycznych.

## Życiorys
Absolwent z 1982 roku Śląskiej Akademii Medycznej w Katowicach, studiował na Wydziale Lekarskim w Zabrzu. W czasie studiów był członkiem NZS, delegatem uczelni na I Krajowy Zjazd NZS i uczestnikiem strajku w 1981 roku w Zabrzu.
Po studiach rozpoczął pracę jako asystent-stażysta w Śląskiej Akademii Medycznej w Katowicach, w Klinice Chirurgii Ogólnej i Naczyń w Zabrzu, po zakończeniu stażu rozpoczął pracę jako asystent w uczelnianej II Klinice Chirurgii Ogólnej w Bytomiu. W 1985 uzyskał specjalizację I stopnia w chirurgii ogólnej. W tym samym roku otrzymał pracę w nowo powstałej Klinice Kardiochirurgii w Zabrzu Śl.AM w Katowicach, kierowanej przez doktora habilitowanego n. med. Zbigniewa Religę. W tymże roku przeprowadził swój pierwszy zabieg w krążeniu pozaustrojowym oraz brał udział w zainicjowaniu – wspólnie z zespołem Religi – powstania programu transplantacji serca. Najmłodszy w Europie (w wieku 29 lat) samodzielnie dokonał udanego przeszczepienia serca.
W drugiej połowie lat 80 XX w. pracował w Zespole Transplantologicznym kierowanym przez prof. J. Wallworka, gdzie awansował na stanowisko kierownika Zespołu Transplantacyjnego University of Cambridge. Po powrocie do Zabrza kontynuował pracę przy realizacji programu rozwoju transplantologii serca oraz serca i płuc. Kierował m.in. projektami badawczymi: 
- Transplantation of a diseased heart (Przeszczep uszkodzonego serca),
- Optimalization of donor heart storage conditions (Optymalizacja sposobu konserwacji serca dawcy),
- Fibrin Glue and adhesion formation (Klej fibrynowy a powstawanie zrostów)[3].

Uczestniczył w założeniu w 1991 Fundacji Rozwoju Kardiochirurgii w Zabrzu, kierowanej przez Zbigniewa Religę. Został dyrektorem naukowym jej ośrodka badawczego. W 1993 r. obronił z wyróżnieniem pracę doktorską pt. Ocena przeszczepów allogennych tętnic szyjnych konserwowanych metodą krioprezerwacji u psów, promotorem Z.Religa. W 2005 roku habilitował się w Instytucie Kardiologii w Warszawie dysertacją pt. Zastosowanie techniki telemanipulacyjnej w leczeniu chirurgicznym choroby wieńcowej.
Odbył wiele staży zagranicznych, m.in.:
- prowadził zespół transplantacyjny Kliniki Kardiochirurgii na Uniwersytecie Marcina Lutra w Halle i Wittenberdze (Niemcy),
- pracował jako ordynator oddziału w Klinice Kardiochirurgii Uniwersytetu Karola Gustawa w Dreźnie (Niemcy),
- współpracował z zespołem eksperymentalnym złożonym z zespołów Uniwersytetu we Frankfurcie (Niemcy), Uniwersytetu w Lipsku (Niemcy) oraz Intuitive Surg. Inc (USA).
- na zaproszenia Uniwersytetu w Pawii (Włochy), Instytutu Karolinska (Szwecja), Uniwersytetu w Utrechcie (Holandia) przeprowadził pierwsze w tych krajach zabiegi całkowicie endoskopowej rewaskularyzacji wieńcowej z zastosowaniem robota operacyjnego.

Prowadził wykłady i zabiegi demonstracyjne z zakresu chirurgii telemanipulacyjnej na uniwersytetach w Turynie (Włochy), Strasburgu (Francja), Brukseli (Belgia), Innsbrucku (Austria) oraz w Europejskim Instytucie Chirurgii w Hamburgu (Niemcy). 
W 2001 rozpoczął prace nad utworzeniem Dolnośląskiego Centrum Chorób Serca we Wrocławiu, we współpracy z Kliniką Kardiochirurgii Uniwersytetu w Dreźnie. Po otwarciu Oddziału Kardiochirurgii w Centrum, które nastąpiło w styczniu 2002, został dyrektorem Oddziału. To pierwszy w Polsce niepubliczny szpital o profilu kardiochirurgicznym. Jest prezesem zarządu Dolnośląskiego Centrum Chorób Serca „Medinet”. Kierował także Kliniką Kardiochirurgii I Katedry i Kliniki Kardiologii Warszawskiego Uniwersytetu Medycznego. 
Naukowiec jest zatrudniony w Instytucie Nauk Medycznych Collegium Medicum Uniwersytetu Zielonogórskiego w Katedrze Kardiologii Interwencyjnej i Kardiochirurgii i na Politechnice Wrocławskiej.
W jego dorobku naukowym znajduje się 49 opublikowanych prac, 3 rozdziały podręczników kardiochirurgicznych, ponad 41 doniesień opublikowanych w czasopismach naukowych, ponad 40 streszczeń opublikowanych w dziennikach zjazdowych oraz liczne filmy zawodowe.

## Członkostwo w organizacjach
- Polskie Towarzystwo Kardio-Torakochirurgów;
- Fundacja Rozwoju Kardiochirurgii w Zabrzu;
- Stowarzyszenie Transplantacji Serca;
- American Heart Association;
- European Society for Cardio-Thoracic Surgery;
- Deutsche Gesellschaft für Herz- und Thoraxchirurgie;
- Fundacja Rozwoju Kardiochirurgii i Chirurgii Naczyniowej[3].

Od 2000 pełni funkcję recenzenta naukowego dla czasopisma Annals of Thoracic Surgery (official Journal of the Society of Thoracic Surgeons and the Southern Thoracic Surgical Association).

## Order, odznaczenia, nagrody, patenty
- Krzyż Oficerski Orderu Odrodzenia Polski „za wybitne osiągnięcia w pracy naukowo-badawczej na rzecz rozwoju nauk medycznych, za działalność dydaktyczną” (2012)[8]
- Krzyż Kawalerski Orderu Odrodzenia Polski (2005)[9]
- Srebrny Krzyż Zasługi
- Medal „Zasłużony dla lotnictwa”
- Nagroda Ministra Zdrowia i Opieki Społecznej (1987) za prace nad wdrożeniem terapii transplantacyjnej (wspólnie z Zespołem Kliniki Kardiochirurgii Śląskiej Akademii Medycznej w Zabrzu)[3].

Posiada również patenty:
- Krioprezerwowana zastawka tętnicy płucnej w oprawie syntetycznej (Urząd Patentowy RP)
- Transportvorrichtung fuer den Einsatz in der Endoskopischen Chirurgie (Deutsches Patent- und Markenamt (Urząd Patentowy Niemiec))[3].

## W mediach
Jest bohaterem drugiego planu jednego z najsłynniejszych zdjęć dotyczących Polski, jakie obiegły świat. Fotograf James L. Stanfield z National Geographic zrobił w 1987 zdjęcie sali operacyjnej w Klinice Kardiochirurgii Śląskiej Akademii Medycznej w czasie kończącej się, trwającej 21, 23 albo 40 godzin, operacji przeszczepu serca, na którym zmęczony prof. Religa siedzi przy operowanym, a w kącie sali śpi pod ścianą młody Romuald Cichoń. Fotografia ta zajęła drugie miejsce w kategorii Nauka i Technologia w World Press Photo w 1987. Operowany, Tadeusz Żytkiewicz, w chwili operacji miał 61 lat (Żytkiewicz zmarł 19 września 2017). Inną wersję przedstawił prof. Marian Zembala w wywiadzie udzielonym w 2014 Marii Zawale, mówiąc: Pamięć bywa zawodna, więc jako strażnik pamięci Religi przypominam, że pacjentem z tego słynnego zdjęcia był Tadeusz G. lat 63, który, niestety zabiegu nie przeżył. To zdjęcie dobrze przekazuje zarówno dramat chorego, jak i dramat lekarza.
Jest również drugoplanowym bohaterem filmu poświęconego Zbigniewowi Relidze pt. Bogowie (2014). Jego postać gra Rafał Zawierucha.